# Encyclia granitica
Encyclia granitica é uma espécie de orquídea rupícola de folhas grandes de 40 centímetros, finas e coriáceas, com uma nervura central destacada e pseudobulbos periformes.

## Características
A inflorescência sai do ápice do pseudobulbo, contendo várias flores que abrem em sequência. É encontrada nos estados do Amazonas, Pará, Rondônia e Roraima, em ambientes de mata ciliar, com altitude de cem metros. As flores de cinco centímetros de diâmetro duram uma semana.
Floresce de novembro a janeiro.